# Halecium petrosum
Halecium petrosum är en nässeldjursart som beskrevs av Eberhard Stechow 1919. Halecium petrosum ingår i släktet Halecium och familjen Haleciidae. Inga underarter finns listade i Catalogue of Life.